# Лука, Фаималага
Фаималага Лука (англ. Faimalaga Luka, 10 сентября 1938 — 19 августа 2005) — генерал-губернатор Тувалу (2003—2005).

## Биография
Диктор и политик в течение 20 лет.
В 1994—1996 гг. — министр здравоохранения. С 24 февраля 2001 г. - премьер-министр Тувалу, сменил умершего от сердечного приступа в декабре 2000 Ионатана Ионатана. После парламентского вотума недоверия подал в отставку 14 декабря 2001 и был сменён на посту Колоа Талаке.
В июне 2003 г., несмотря на принадлежность к оппозиции, стал спикером парламента Тувалу. 9 сентября 2003 г. стал генерал-губернатором Тувалу. 15 апреля 2005 г. ушёл в отставку в связи с достижением 65 лет (в Тувалу госслужащие обязаны уходить на пенсию).
Умер 19 августа 2005 на Фиджи, где лечился.